# Pochoutkový salát
Pochoutkový salát je salát především z majonézy a šunkového salámu.
Do salátu se dávaly suroviny nakrájené na nudličky. Podle normy ČSN z roku 1976 by v něm mělo být: 420 g šunkového salámu, 200 g sladkokyselých okurek, 300 g majonézy, 55 g sterilizovaného hrášku, 6 g octa, 10 g cukru, 0,5 g pepře, 8 g worcesteru, 5 g soli, 20 g hořčice a 30 g cibule. Je jemný a chutná výrazně po majonéze a salámu.
Využívá se na chlebíčky a jí se i jako svačina s pečivem. Je také tekutější než vlašský salát.